# 季布
季 布（き ふ）は、中国の秦末から前漢初期にかけての武将。はじめ楚の項羽配下だったが、のちに劉邦に仕えた。

## 生涯
項羽と同郷である下相県（現在の江蘇省宿遷市宿城区の南西部）の人で、若い時から弱者を助けていたことから任侠者としても名高かった。項羽からの信頼も厚く、楚漢戦争の際には劉邦を幾度も窮地に立たせた。
しかし、垓下の戦いあたりで鍾離眜とともに一兵卒に変装し、項羽の陣営から離脱した。項羽亡き後は、漢の追手から逃れるために各地を逃亡し、濮陽の町の周氏の家に潜伏していた。劉邦は季布に千金の賞金をつけて探させ、匿う者は一族諸共死刑と布告した。周氏の主人は季布に勧めて、魯国の朱家の下で過ごすことになった。漢の追及が激しいためにいったん季布は、頭を剃り、首枷をつけ、奴隷のなりをして魯の朱家の家へ向かった。朱家は大侠客として名が知れており、周氏の仲介で季布は朱家の客分となった。朱家は漢の都洛陽へ向かい、劉邦の配下のうち義人として名高い夏侯嬰を訪ね、劉邦への仲介を依頼した。劉邦と直接対面した結果、季布は郎中（警護役）に取り立てられた。恵帝の時代に中郎将となった。
匈奴の冒頓単于が南下して、遠征する際に手紙を送った。その内容が実力者の呂雉（呂后）を侮辱するものだったので、彼女は激怒した。呂雉は諸将を集めて軍議を開いた。すると呂雉の義弟である上将軍の樊噲が「この私めに十万の軍勢をお授けください。野蛮な匈奴を蹴散らしましょうぞ」と述べた。他の将軍たちも呂雉に媚び諂って賛成した。しかし、季布は「樊噲将軍の発言は死刑に値します。そもそも、高祖の時代にも御自ら四十万を率いて遠征に向かいながら平城で惨敗されました。それがどうでしょう。樊噲将軍が十万を率いてもかえって惨敗するでしょう。それこそ陛下の御前で嘘をつくようなものです。かつて秦は匈奴対策に気を取られたために、陳勝の反乱に対応することができませんでした。それ以降は戦乱が続き、今日まで癒えておりません。樊噲将軍が陛下の御前で諂う行為は、再び乱世の時代になるようなものです」と直言した。季布の直言を聞いた漢の大臣と諸将は、呂雉を畏れ憚ったためにその顔色をうかがったが、呂雉は軍議をここで打ち切りそれ以降は匈奴遠征を持ち出すことはなかった。文帝の時代に、季布は河東郡守にまで出世した。
ある人物が季布は優れた人物と推薦した。文帝はそれを聞いて彼を御史大夫に任じようとしたが、季布を好まない人物が「彼は向こう見ずで、酒乱で手に負えない性癖がある」と讒言した。そのため、季布は都の宿舎で一カ月余も放置され、そのまま何もなく帰任される事態となった。何かの事情があると感じた季布は、謁見を申し出て「私は功績もないのに陛下からご恩顧を賜り、河東にて勤務を勤めている最中でございます。なのに陛下は何のご理由で私を召し出して、そのまま音沙汰もないのは不自然に感じ取りました。これはきっと左右の者が陛下に私のことをあるなしと申し上げたのでしょう。私は多忙な河東の勤務から陛下のお召しによって参内して、何の音沙汰もないのは物事の道理に背くものです。しかもそのまま帰任せよとは、陛下は左右の者に惑わされて、天下は乱れるかもしれないと私は案じる次第であります」と述べた。
文帝はこれを聞いて恥じ入ってしまい、間を置いて「河東は朕が手足を頼む郡である。それで特例としてそなたを召し出したということだ」と述べた。これを聞いた季布は納得して、文帝と酒宴してまもなく帰任したという。
季布は子供の頃から義理堅い人物として評判であり、その物事を直言する人柄で次第に宮廷でも重みを増すようになり、「黄金百斤を得るは、季布の一諾を得るに如かず」とまで言われるようになった。なお、季布が漢に取り立てられた後、遊説家の曹丘生が訪ねてきた。季布は遊説家を嫌っていたが、曹丘生が「『黄金百斤を得るは、季布の一諾を得るに如かず』という言葉が世間に広がったのは、遊説家である私が同郷のよしみで行ったものなのに、私を嫌うなんて酷ではありませんか？」と言ったため、季布は曹丘生を気に入りもてなしたという。
後世でも、唐の魏徴が自著『述懐』の中で「季布に二諾無く、侯嬴は一言を重んず」と、その義理堅さを歌っている。

## 家族
季布には季心という弟（子の説あり）がいた。彼も兄（あるいは父）同様に義理堅さと物事を直言する人柄であった。しかも他人を尊重したため、彼を知る者は争って命を投げ出そうとしていた。
あるとき、季心は些細な争いで人を殺めて呉に逃亡した。時に呉の宰相は袁盎であった。袁盎は彼のことを聞いて、季心を弟分として匿った。それ以外に灌夫・籍福は季心の噂を聞いてすすんで弟子となった。その後、季心は恩赦で赦免されて景帝時期に中司馬まで累進した。季心の上司は有名な酷吏の郅都であったが、彼も部下の季心には敬意を払わざるを得なかったという。
さらに当時の若者は、無断で季心の名を騙って多くの国民を強請っていたと伝わる。
また、季布の同母異父の弟 である丁公（丁固）がいた。彼は楚に属して彭城の戦いのときに、彭城の西方に敗走した劉邦を追いつめるも、劉邦に説得されてこれを見逃した。後に項羽が自害すると、前述の事項で恩賞を貰おうと劉邦に帰順したが、劉邦は「丁公為項王臣不忠，使項王失天下者，乃丁公也（丁公は項王の臣でありながら不忠であった。項王に天下を失わせたのは丁公である）」といって、丁公を捕縛して軍中を曳き回した挙句に、斬首した。丁公が処刑された後に、劉邦は「使後世為人臣者無效丁公（後世の人臣に丁公を見習わせてならない）」と述べた。

## 季布を題材とした作品
- 長城のかげ「逃げる」（小説、宮城谷昌光、文藝春秋）